# Burton (Northumberland)
Burton – przysiółek w Anglii, w hrabstwie Northumberland, w dystrykcie (unitary authority) Northumberland, w civil parish Bamburgh. Leży 70 km na północ od miasta Newcastle upon Tyne i 466 km na północ od Londynu. W 1951 roku civil parish liczyła 60 mieszkańców.